# Усадьба Приклонской — Левашова — Кильдюшевского
Усадьба Н. Н. Приклонской — В. Я. Левашова — Н. П. Кильдюшевского — здания в центре Москвы. Главный дом усадьбы находится по адресу Архангельский переулок, д. 10, стр. 2. Представляет собой перестроенные палаты XVII века. Здание имеет статус объекта культурного наследия федерального значения.

## История
Палаты в Архангельском переулке были построены в конце XVII века. В начале XVIII века они принадлежали провиантмейстеру Думашеву. В 1763 году палаты купили братья Приклонские. При них в усадьбе действовала домашняя Спасская церковь. В начале XIX века палаты принадлежали бригадиру Василию Яковлевичу Левашову (1747—1831). При нём в 1834 году палаты надстроили вторым каменным этажом (прежний деревянный сгорел во время пожара 1812 года). Вскоре после этого владельцем палат стал штабс-капитан Н. П. Кильдюшеский, отец врача П. Н. Кильдюшевского. При нём были переделаны планировка и интерьеры. Во второй половине XIX — начале XX века в здании находились квартиры, которые сдавались в наём. В 1862 году одну из них снимал будущий юрист А. Ф. Кони, это была его первая квартира в Москве.
В советское время в здании размещались жилые квартиры. В 1930-х годах существовал план сноса владения и строительства на этом месте типографии, но он не был осуществлён. В 2014 году была проведена реставрация здания. 
В 2010-х Несколько лет здание занимало  Российское военно-историческое общество и в сквере перед  зданием было установлено множество памятников и бюстов. Потом РВИО переехало, скульптуры убрали, но сквер перед зданием по-прежнему носит название  «Сквер полководцев».
В 2020-х в здании находится Росконцерт, а в «Сквере полководцев» установлены информационные стенды этой организации.

## Архитектура
Двухэтажное здание палат выстроено из большемерного кирпича. С соседним домом (Архангельский пер., д. 10, стр. 1) — флигелем усадьбы — оно соединялось галереей. На красную линию Архангельского переулка выходит торец здания, пристроенный позднее. Главный фасад обращён в сторону Потаповского переулка и отделён от него парадным двором. Фасады здания оформлены стиле позднего классицизма. Первоначальный декор палат (поребрик в карнизах, кирпичные наличники) был частично утрачен и скрыт штукатуркой. Рядом с главным входом раскрыт фрагмент оригинального наличника с килевидным завершением. На первом этаже и в подвале сохранились древние своды.